# Lamy (calciatore)
Lamy (fl. XIX-XX secolo) è stato un calciatore svizzero, di ruolo centrocampista.

## Carriera
Calciatore svizzero di cui è ignoto il nome, militò nel Genoa nella stagione 1911-1912.
Con i rossoblu giocò un solo incontro, il pareggio casalingo per 1-1 del 14 gennaio 1912 contro il Casale, ottenendo il terzo posto nella classifica finale.